# تروی استتینا
تروی استتینا (متولد ۱۶ نوامبر ۱۹۶۳) نوازنده گیتار آمریکایی و آموزگار گیتار و موسیقی که ارائه بیش از چهل متد مختلف آموزشی راک و متال را در کارنامه خود ثبت کرده است و بیش از یک میلیون نسخه از متدهای وی به فروش رسیده است. او در گذشته برگزار کننده دوره مطالعات راک در کنسرواتوار وسکانسین و نویسنده مجله گیتار وان بوده و اکنون به صورت مستقل به آموزش گیتار مشغول است.
گروه موسیقی فعلی تروی سکند سل نام دارد و البته در یک پروژه جانبی در گروه پراگرسیو متال به نام دیمنشن ایکس نیز مشغول به فعالیت است.

## متدها
- متال ریتم گیتار، بخش یکم
- متال ریتم گیتار، بخش دوم
- متال لید گیتار پرامیر
- متال لید گیتار، بخش یکم
- متال لید گیتار، بخش دوم
- ترش گیتار متد
- متال گیتار تریکس
- اسپید مکانیک برای لید گیتار
- فرت‌بورد مستری
- توتال راک گیتار
- کتاب راهنمای جامع گام‌های موسیقی
- راهنمای جامع باره کوردها
- لفت هندد گیتار
- ریتم راک گیتار مقدماتی - دی‌وی‌دی
- ریتم راک گیتار مقدماتی - وی‌اچ‌اس
- ریتم راک گیتار مقدماتی - کتاب (انگلیسی)
- ریتم راک گیتار مقدماتی - کتاب (اسپانیولی)
- لید راک گیتار مقدماتی - دی‌وی‌دی
- لید راک گیتار مقدماتی - وی‌اچ‌اس
- لید راک گیتار مقدماتی - کتاب (انگلیسی)
- لید راک گیتار مقدماتی - کتاب (اسپانیولی)
- درس‌های گیتار تروی استتینا - هارد راک
- درس‌های گیتار تروی استتینا - فانک راک
- بهترین‌های آزی آزبورن (به همراه رندی ردز، جیک ای، لی و زک وایلد)
- بهترین‌های فو فایتر
- بهترین‌های ریج اگینست د مشین
- بهترین‌های بلک سبث
- بهترین‌های بلک سبث - دی‌وی‌دی
- بهترین‌های اگرو-متال
- برگزیدگان از دیپ پرپل
- مدرن راک - دی‌وی‌دی
- هارد راک - دی‌وی‌دی